# Anatolij Semjonov
Anatolij Anatoljevič Semjonov (rusky Анатолий Анатольевич Семёнов, * 5. března 1962 v Moskvě, SSSR) je bývalý ruský hokejový útočník, který odehrál 362 utkání v NHL.

## Reprezentace
Reprezentoval Sovětský svaz. S reprezentací do 18 let vyhrál mistrovství Evropy této věkové kategorie v roce 1980 konané v ČSSR. V dresu národního týmu do 20 let se dvakrát zúčastnil juniorského mistrovství světa – 1981 v SRN (bronz) a 1982 v USA a Kanadě (4. místo).
V reprezentaci poprvé nastoupil 14. srpna 1981 v Göteborgu proti domácím Švédům (4:1), utkání se hrálo v rámci turnaje Pohár Rudého práva 1981/82. Semjonov se zúčastnil Kanadského poháru 1984, kde Sověti vypadli v semifinále. V roce 1987 nastoupil na mistrovství světa v Rakousku (stříbro) a Kanadském poháru. Na olympijském turnaji v Calgary 1988 získal zlatou medaili. Celkem v dresu SSSR odehrál
120 utkání a vstřelil 33 branek.

### Reprezentační statistiky
| 1980 | SSSR 18 | ME 18 | 5  | 1 | 3 | 4  | 6  |
| 1981 | SSSR 20 | MS 20 | 5  | 3 | 2 | 5  | 6  |
| 1982 | SSSR 20 | MS 20 | 7  | 5 | 8 | 13 | 22 |
| 1984 | SSSR    | KP    | 6  | 3 | 1 | 4  | 0  |
| 1987 | SSSR    | MS    | 10 | 2 | 1 | 3  | 16 |
| 1987 | SSSR    | KP    | 9  | 2 | 5 | 7  | 2  |
| 1988 | SSSR    | OH    | 8  | 2 | 4 | 6  | 6  |

## Kariéra
Odchovanec klubu HC Dynamo Moskva debutoval za mateřský klub v nejvyšší sovětské soutěži v sezoně 1979/80. V Dynamu působil celý úvod kariéry a vytvořil zde svého času útok s dvojicí Sergej Jašin a Sergej Světlov, se kterou hrál i v reprezentaci. Byl součástí All star týmu ligy 1984/85. V roce 1989 bylo umožněno sovětským hokejistům odejít do zahraničí a Semjonova draftoval do NHL klub Edmonton Oilers. Ročník sovětské ligy 1989/90 ale odehrál za Dynamo, s kterým soutěž vyhrál. Po skončení ročníku se připojil k reprezentaci, připravující se na mistrovství světa. Od té se odpojil kvůli nabídce Oilers posílit mužstvo v play off, kde sehrál dvě utkání. Oilers vybojovali Stanleyův pohár, ovšem Semjonov není uvedený na poháru, protože nesplnil podmínky (25 utkání základní části nebo zápas finálové série).
Dres Oilers oblékal do roku 1992. NHL se rozšířila v sezoně 1992/93 o dva kluby a stávající jim nabídli v expansivním draftu několik hokejistů. Semjonova si vybral celek Tampa Bay Lightning. Ti jej v listopadu 1992 vyměnili za Davea Capuana a volbu ve 4. kole draftu 1994 do Vancouver Canucks. V roce 1993 se NHL opět rozšířila a v expansivním draftu si tentokrát vybral moskevského rodáka Mighty Ducks of Anaheim. V březnu 1995 byl vyměněn za Miloše Holaně do Philadelphia Flyers, se kterou došel do semifinále Stanleyova poháru. V březnu 1996 se stěhoval zpět do Anaheimu, když jej společně s Mikem Crowleyem Philadelphia obětovala za Briana Wesenberga. V létě 1996 podepsal jako volný agent smlouvu s Buffalo Sabres, kde odehrál svou poslední sezonu v NHL (1996/97).
V ročníku 1997/98 odehrál osm utkání v ruské lize za Dynamo-Energija Jekatěrinburg, poté ukončil aktivní kariéru.

## Statistika
- Debut v NHL (základní část) – 6. října 1990 (EDMONTON OILERS – Winnipeg Jets)
- První body v NHL – 11. října 1990 (Los Angeles Kings – EDMONTON OILERS) – dvě branky a jedna asistence

| Sezona     | Klub                          | Soutěž     | Základní část | Základní část | Základní část | Základní část | Základní část | Play off | Play off | Play off | Play off | Play off |
| Sezona     | Klub                          | Soutěž     | Z             | G             | A             | B             | TM            | Z        | G        | A        | B        | TM       |
| ---------- | ----------------------------- | ---------- | ------------- | ------------- | ------------- | ------------- | ------------- | -------- | -------- | -------- | -------- | -------- |
| 1979/80    | Dynamo Moskva                 | SSSR       | 8             | 3             | 0             | 3             | 2             | —        | —        | —        | —        | —        |
| 1980/81    | Dynamo Moskva                 | SSSR       | 47            | 18            | 14            | 32            | 18            | —        | —        | —        | —        | —        |
| 1981/82    | Dynamo Moskva                 | SSSR       | 44            | 12            | 14            | 26            | 28            | —        | —        | —        | —        | —        |
| 1982/83    | Dynamo Moskva                 | SSSR       | 44            | 22            | 18            | 40            | 26            | —        | —        | —        | —        | —        |
| 1983/84    | Dynamo Moskva                 | SSSR       | 19            | 10            | 5             | 15            | 14            | —        | —        | —        | —        | —        |
| 1984/85    | Dynamo Moskva                 | SSSR       | 30            | 17            | 12            | 29            | 32            | —        | —        | —        | —        | —        |
| 1985/86    | Dynamo Moskva                 | SSSR       | 32            | 18            | 17            | 35            | 19            | —        | —        | —        | —        | —        |
| 1986/87    | Dynamo Moskva                 | SSSR       | 40            | 15            | 29            | 44            | 32            | —        | —        | —        | —        | —        |
| 1987/88    | Dynamo Moskva                 | SSSR       | 32            | 17            | 8             | 25            | 22            | —        | —        | —        | —        | —        |
| 1988/89    | Dynamo Moskva                 | SSSR       | 31            | 9             | 12            | 21            | 24            | —        | —        | —        | —        | —        |
| 1989/90    | Dynamo Moskva                 | SSSR       | 48            | 13            | 20            | 33            | 16            | —        | —        | —        | —        | —        |
| 1989/90    | Edmonton Oilers               | NHL        | —             | —             | —             | —             | —             | 2        | 0        | 0        | 0        | 0        |
| 1990/91    | Edmonton Oilers               | NHL        | 57            | 15            | 16            | 31            | 26            | 12       | 5        | 5        | 10       | 6        |
| 1991/92    | Edmonton Oilers               | NHL        | 59            | 20            | 22            | 42            | 16            | 8        | 1        | 1        | 2        | 6        |
| 1992/93    | Tampa Bay Lightning           | NHL        | 13            | 2             | 3             | 5             | 4             | —        | —        | —        | —        | —        |
|            | Vancouver Canucks             | NHL        | 62            | 10            | 34            | 44            | 28            | 12       | 1        | 3        | 4        | 0        |
| 1993/94    | Mighty Ducks of Anaheim       | NHL        | 49            | 11            | 19            | 30            | 12            | —        | —        | —        | —        | —        |
| 1994/95    | Mighty Ducks of Anaheim       | NHL        | 15            | 3             | 4             | 7             | 4             | —        | —        | —        | —        | —        |
|            | Philadelphia Flyers           | NHL        | 26            | 1             | 2             | 3             | 6             | 15       | 2        | 4        | 6        | 0        |
| 1995/96    | Philadelphia Flyers           | NHL        | 44            | 3             | 13            | 16            | 14            | —        | —        | —        | —        | —        |
|            | Mighty Ducks of Anaheim       | NHL        | 12            | 1             | 9             | 10            | 10            | —        | —        | —        | —        | —        |
| 1996/97    | Buffalo Sabres                | NHL        | 25            | 2             | 4             | 6             | 2             | —        | —        | —        | —        | —        |
| 1997/98    | Dynamo-Energija Jekatěrinburg | Rusko      | 8             | 0             | 0             | 0             | 0             | —        | —        | —        | —        | —        |
| Celkem NHL | Celkem NHL                    | Celkem NHL | 362           | 68            | 126           | 194           | 122           | 49       | 9        | 13       | 22       | 12       |

## Trenérská kariéra
Jako trenér působí v ruských soutěžích. V letech 2010–2012 vedl celek Serebrjannyje lvy Petrohrad v juniorské MHL. Následující dva roky vedl druholigový klub HC BMF Petrohrad. V sezoně 2014/15 pracoval jako asistent trenéra u HC Jugra Chanty-Mansijsk v KHL.